# Karl Denke
Karl Denke, ook wel Pappa Denke genoemd (Oberkunzendorf (tegenwoordig Kalinowice Gorne, Polen), 12 augustus 1870 - Münsterberg (tegenwoordig Ziębice, Polen), 22 december 1924) was een Duitse kannibaal en seriemoordenaar, die in de jaren voorafgaand aan zijn arrestatie en zelfmoord vermoedelijk minstens dertig reizigers en daklozen heeft vermoord en deels opgegeten. Net zoals zijn tijdgenoot en medekannibaal Fritz Haarmann verkocht ook Denke waarschijnlijk het grootste deel van het vlees op de markt. De mensen dachten dat het varkensvlees was en stelden, in de hongerjaren na de Eerste Wereldoorlog, ook liever geen vragen omdat ze blij waren dat ze überhaupt wat te eten hadden.

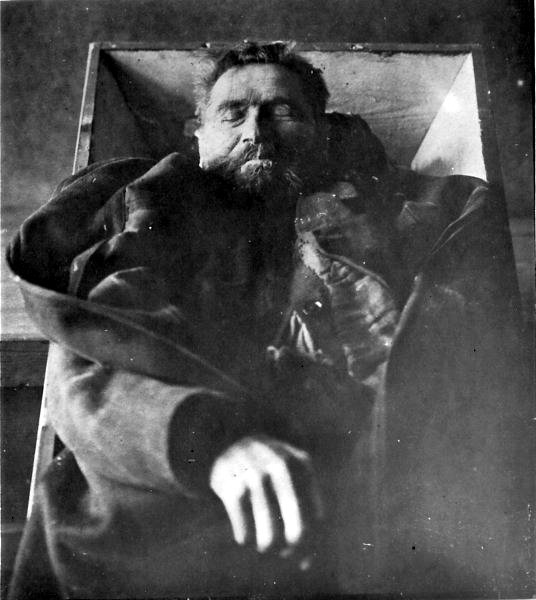
Karl Denke, na zijn dood gefotografeerd door de Duitse politie

## Vrome man
Denke was een gerespecteerd man in Münsterberg (Ziębice) in Neder-Silezië, waar hij bekendstond als een vriendelijke, bescheiden en vooral vrome man. Hij was orgelspeler van de plaatselijke kerk en stond - vanwege zijn vriendelijkheid - bekend als "Vater Denke" (Vader Denke). Hij bood reizigers, daklozen en zwervers vaak gratis onderdak. Dat van vele logees nooit meer iets gehoord werd, viel niemand op.

## Ontknoping
Op 21 december 1924 kregen de bewoners van het stadje de schrik van hun leven. Een buurman had luide kreten gehoord uit het huis van Denke. Toen hij ging kijken, vond hij in de omgeving van het huis een bloedende jongeman die beweerde dat Vater Denke had geprobeerd hem te vermoorden met een bijl. De buurman en de politie geloofden de zwerver niet. Ze vonden Denkes verhaal aannemelijker: de zwerver had geprobeerd Denke te beroven en was op zijn vlucht blijkbaar aan zijn hoofd gewond geraakt. De zwerver hield echter voet bij stuk, waarna de politie toch maar besloot het huis van Denke te doorzoeken. 
Op haar zoektocht vond de politie vele bloedsporen, identiteitsbewijzen, kleding van de slachtoffers en een zak met daarin meer dan 300 menselijke tanden. In Denkes bureau vond men gegevens over een aantal slachtoffers, zoals lichaamsgewicht, teruggaand tot aan 1917. In de keuken vond men ook nog eens twee tonnen gevuld met gepekeld mensenvlees en een ton met menselijke botten. Denke werd gearresteerd en overgebracht naar de gevangenis.  
De nacht na zijn arrestatie hing Denke zich in zijn cel op aan een strop gemaakt van zijn zakdoek (anderen zeggen: van zijn bretels). De motieven voor zijn gruweldaden zijn nog altijd een raadsel. Waarschijnlijk is hij minimaal 10 jaar voordat hij opgepakt werd, begonnen met moorden. Er is een kleine expositie in het Ziębice stedelijk museum aan hem gewijd.